# Kidder
Kidder és una població dels Estats Units a l'estat de Missouri. Segons el cens del 2000 tenia 271 habitants.

## Demografia
Segons el cens del 2000, Kidder tenia 271 habitants, 109 habitatges, i 79 famílies. La densitat de població era de 255,2 habitants per km².
Dels 109 habitatges en un 33,9% hi vivien nens de menys de 18 anys, en un 57,8% hi vivien parelles casades, en un 9,2% dones solteres, i en un 27,5% no eren unitats familiars. En el 27,5% dels habitatges hi vivien persones soles el 13,8% de les quals corresponia a persones de 65 anys o més que vivien soles. El nombre mitjà de persones vivint en cada habitatge era de 2,49 i el nombre mitjà de persones que vivien en cada família era de 3,01.
Per edats la població es repartia de la següent manera: un 28,4% tenia menys de 18 anys, un 6,6% entre 18 i 24, un 23,2% entre 25 i 44, un 28,8% de 45 a 60 i un 12,9% 65 anys o més.
L'edat mediana era de 38 anys. Per cada 100 dones de 18 o més anys hi havia 90,2 homes.
La renda mediana per habitatge era de 26.771 $ i la renda mediana per família de 41.477 $. Els homes tenien una renda mediana de 26.818 $ mentre que les dones 18.906 $. La renda per capita de la població era de 13.424 $. Entorn del 15,6% de les famílies i el 22,1% de la població estaven per davall del llindar de pobresa.

## Poblacions més properes
El següent diagrama mostra les poblacions més properes.